# Molophilus triparcus
Molophilus triparcus är en tvåvingeart som beskrevs av Alexander 1944. Molophilus triparcus ingår i släktet Molophilus och familjen småharkrankar. Inga underarter finns listade i Catalogue of Life.